# ヘレーネ・ユンカー
ヘレーネ・ユンカー（Helene "Leni" Junker 、1905年12月8日 - 1997年2月9日）は、ドイツの陸上競技選手である。彼女は、1928年に開催されたアムステルダムオリンピックの女子4×100メートルリレー走で銅メダルを獲得した。

## 経歴

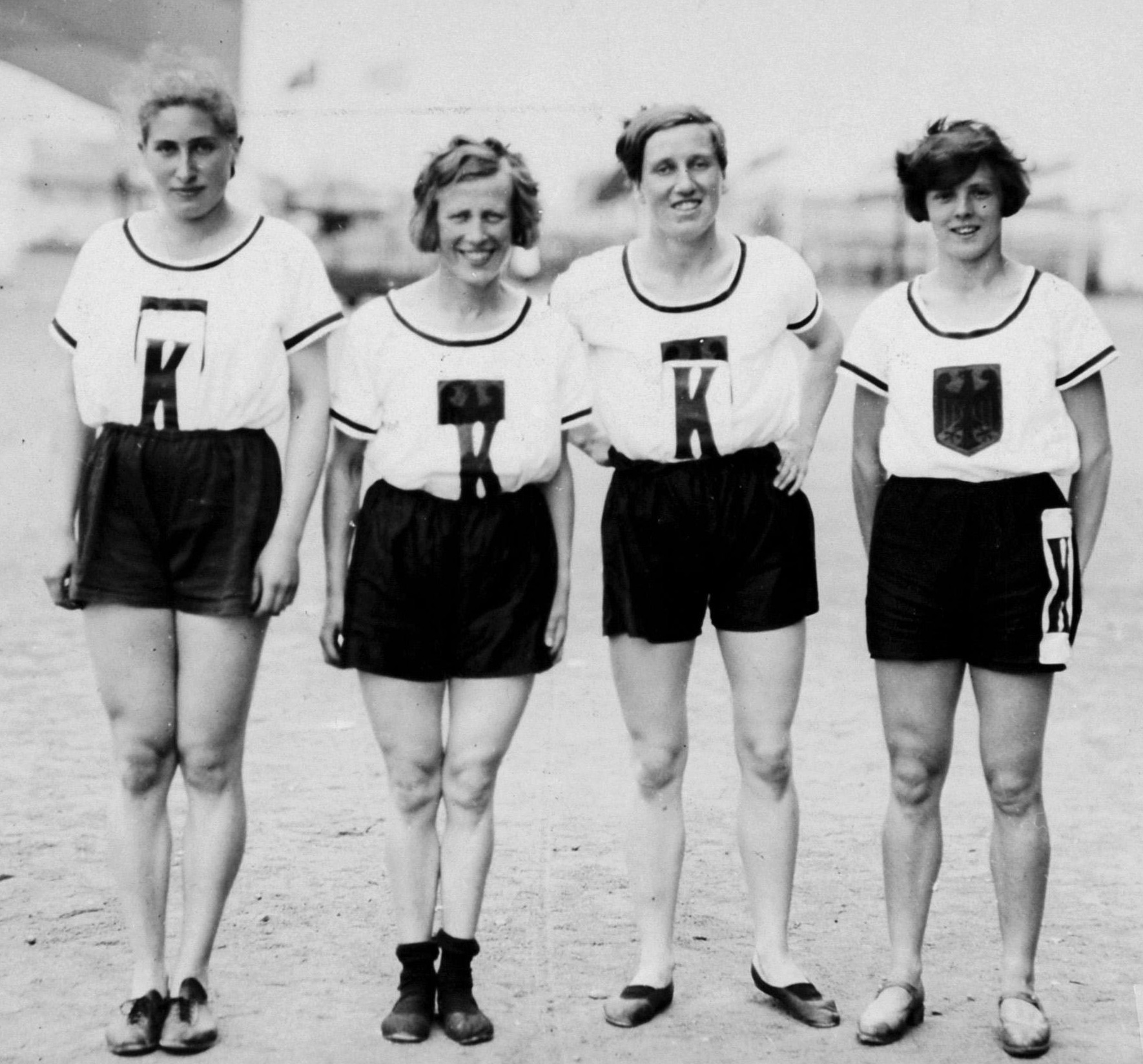
アムステルダムオリンピック女子4×100メートルリレー走ドイツ代表チーム、左端がヘレーネ・ユンカー（1928年）

カッセル出身。短距離走の選手として、アムステルダムオリンピック女子陸上競技のドイツ代表に選出された。
アムステルダムオリンピックでユンカーは、100メートル走と4×100メートルリレー走に出場した。100メートル走は予選4組の1位（12秒8）で通過したものの、準決勝では2組の5位に終わり決勝進出はできなかった
。
女子4×100メートルリレー走は、1928年8月4日（予選）、8月5日（決勝）の日程で実施され、8チームが出場した。ドイツ代表チームは予選2組で1位のアメリカ合衆国代表チーム（49秒8）に続いて同タイムで2位となり、決勝に進んだ。決勝では予選でも当時の世界新記録（49秒3）を出していたカナダ代表チームがその記録を大幅に縮める48秒4の記録で優勝し、アメリカ合衆国代表チームが48秒8で2位となった。ドイツ代表チームは49秒0の記録で3位に入り、銅メダルを獲得した。その後、1997年にヴィルヘルムスハーフェンで死去している。